# 布力般奧林匹克足球會
布力般奧林匹克足球會（ 英語：Blackburn Olympic Football Club）是一支已解散的英格蘭足球會，位於蘭開夏的布萊克本，於19世紀末活躍。